# Villers-Campsart

Villers-Campsart este o comună în departamentul Somme, Franța. În 1 ianuarie 2022 avea o populație de 138 de locuitori.